# 중간재

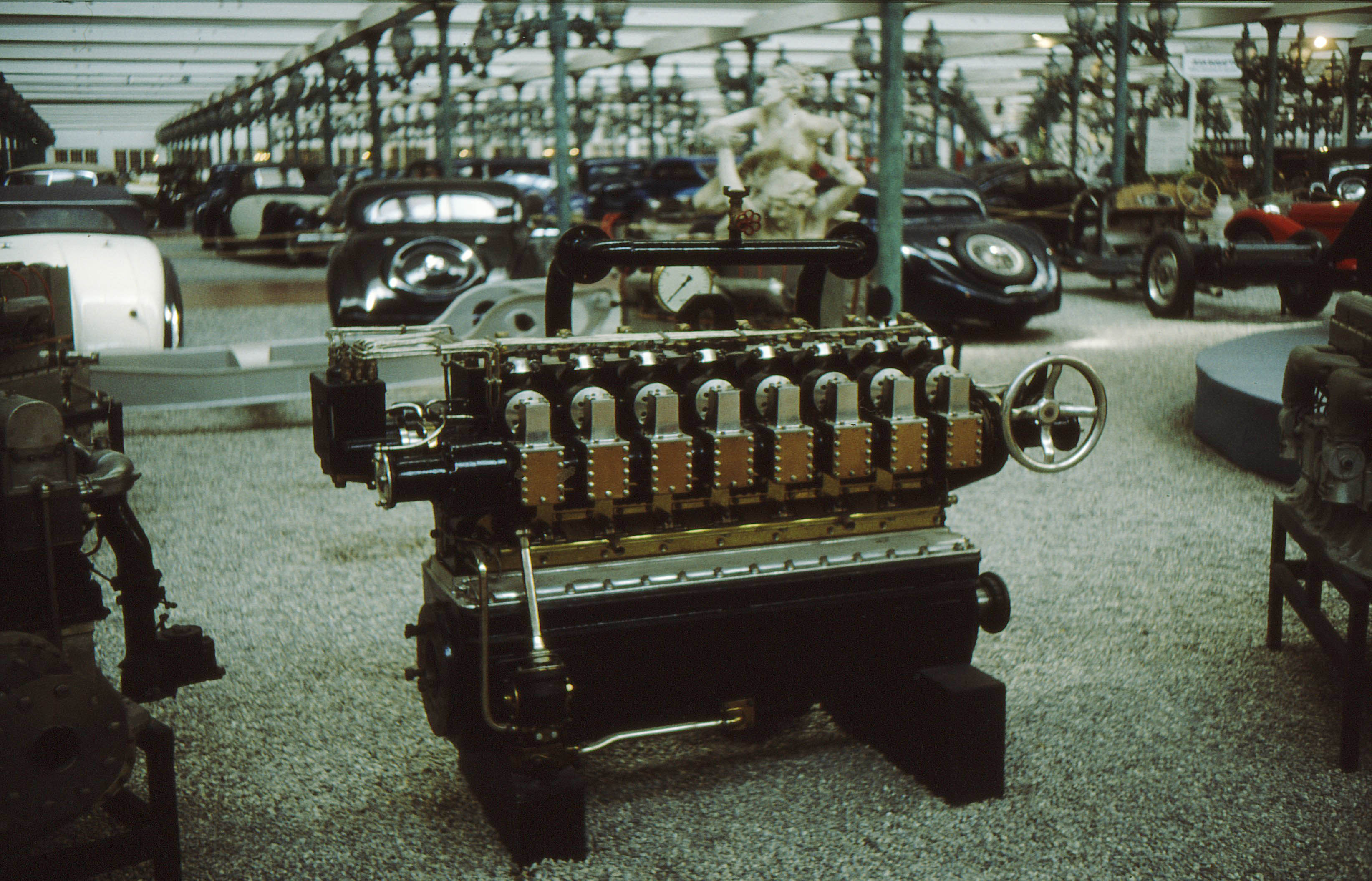
자동차 엔진은 중간재의 한 예이며 조립된 자동차라는 소비재 생산에 사용된다..

중간재(中間財, intermediate goods, producer goods, semi-finished products)는 부분적으로 완성된 제품 등의 재화를 말하며 소비재를 포함한 기타 제품의 생산의 입력으로서 사용된다. 기업은 중간재를 만들어 사용하거나, 만들어 판매하거나, 구매 후 사용할 수 있다. 생산 공정에서 중간재는 소비재의 일부가 되거나 공정의 인지과정을 넘어 변경된다. 즉, 중간재가 산업에 따라 재판매됨을 의미한다.
중간재는 한 국가의 GDP에 계수되지 않는데, 중복 계수가 되기 때문으로 소비재만이 계수되어야 하며 중간재의 가치는 소비재의 가치에 포함되어 있다.

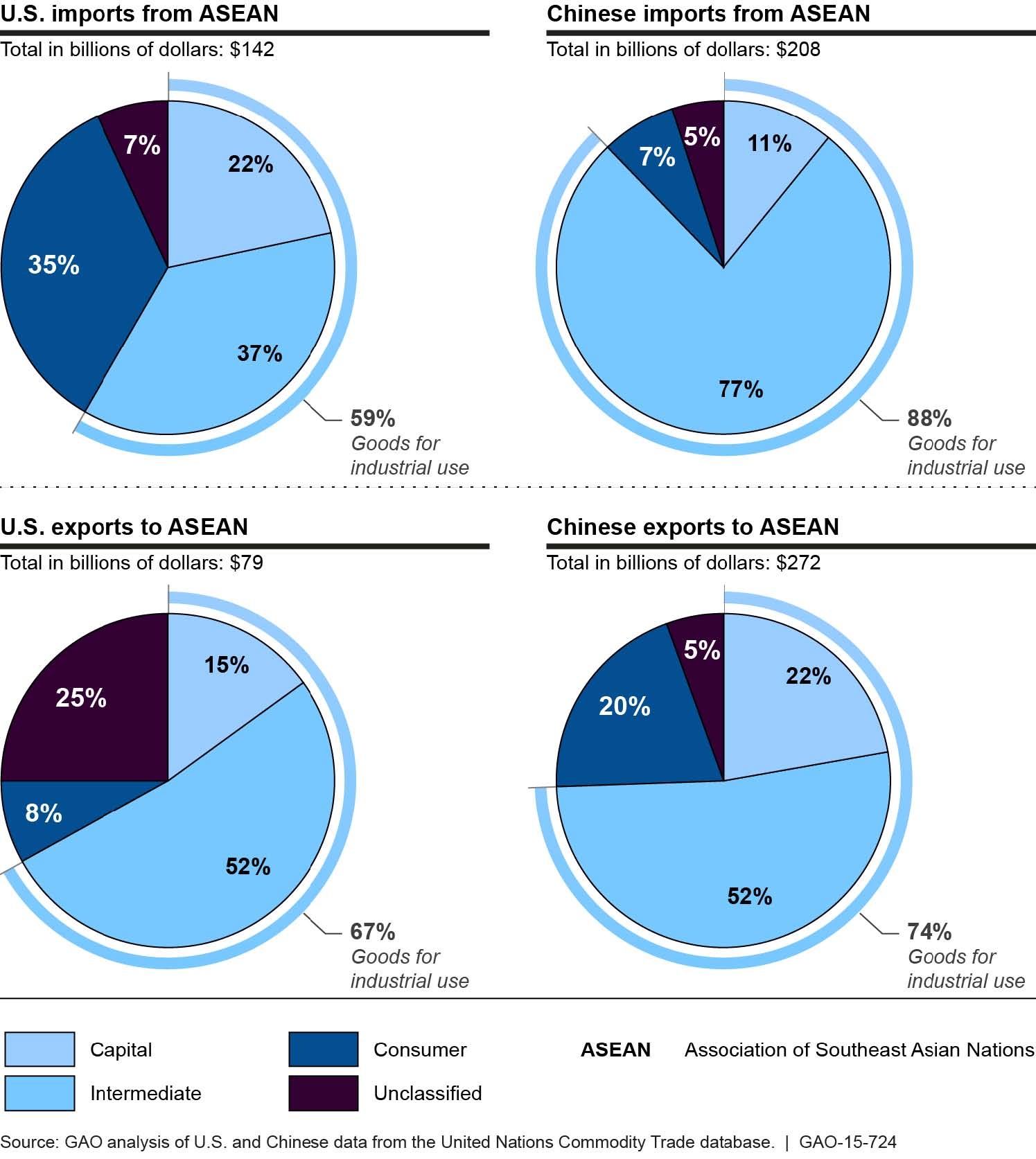
아세안 국가와의 미국/중국 제품 교역 (2014년)

GDP에 들어가는 중간재의 정도를 계산하기 위해 부가가치 방식을 사용할 수 있다. 이러한 접근은 소비재 생산에 포함되는 모든 가공 단계를 계수한다.
중간재를 물리적인 재화로 특징을 짓는 일은 오해를 일으킬 수 있는데, 선진 경제에서는 중간재 입력의 가치 중 대략 절반이 서비스로 구성되기 때문이다.
중간재는 일반적으로 3가지의 각기 다른 방식으로 생산되어 사용될 수 있다. 첫째로, 회사는 자신만의 중간재를 만들어 사용할 수 있다. 둘째로, 회사는 중간재를 제조하고 이를 다른 기업에 판매할 수 있다. 셋째로, 회사는 중간재를 구매하여 2차 중간재나 소비재를 생산할 수 있다.

## 예
- 설탕[5]
- 강철[6]
- 자동차 기관[7]
- 페인트, 합판, 파이프와 튜브, 부속 부품.[8]
- 목재
- 유리
- 소금
- 은과 금

## 같이 보기
- 프리패브리케이션